# Beckum (Duitsland)
Beckum is een stad en gemeente in de Duitse deelstaat Noordrijn-Westfalen, gelegen in de Kreis Warendorf. De gemeente telt 36.637 inwoners (31 december 2020) op een oppervlakte van 111,39 km².

## Indeling van de gemeente; bevolkingscijfers

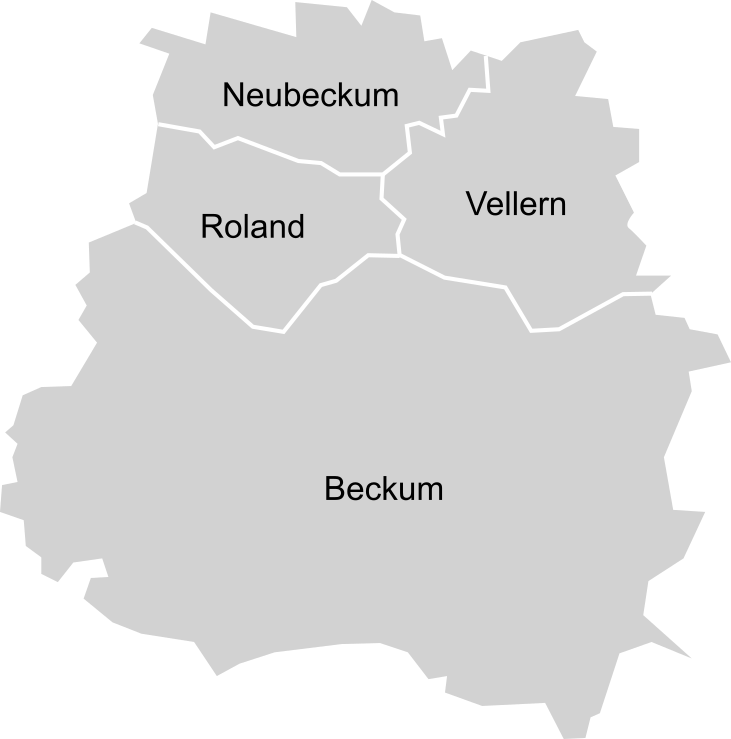
Ortsteile van Beckum
Wapen van de v.m. gemeente Neuenbeckum

De vier stadsdelen van de gemeente Beckum zijn:
- Beckum (24.642 inwoners)
- Neubeckum (10.687)
- Vellern (1.083)
- Roland (1.065)

Totaal aantal inwoners: 37.477.

## Ligging, infrastructuur

Station Neubeckum
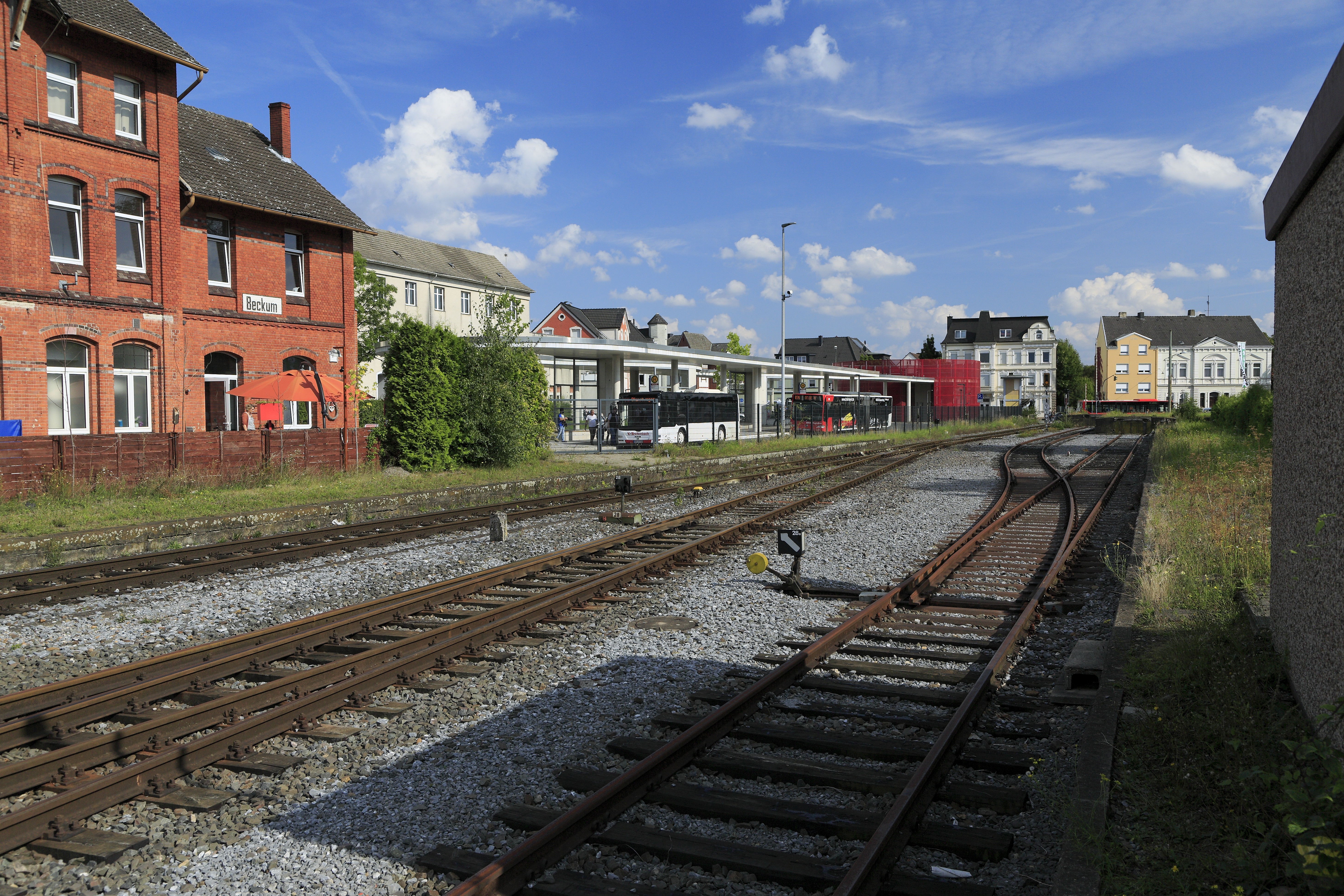
Het oude treinstation en het nieuwe busstation te Beckum

De gemeente ligt te midden van streken met, door kleine bossen afgewisselde, vruchtbare landbouwgrond, ten zuiden van het Münsterland en ten noorden van de aan de andere kant van de Lippe gelegen Soester Börde. Te Beckum begint uit de samenvloeiing van drie kleine beken het riviertje de Werse, dat westwaarts langs Ahlen stroomt en aan de oostrand van Münster in de Eems uitmondt. Deze wateren zijn niet bevaarbaar.
Ten zuiden en zuidoosten van Beckum strekt zich een heuvelrug uit, de Beckumer Berge. De hoogste heuvel daar is de ruim 3 km ten zuidoosten van het stadscentrum gelegen Höxberg (163 m).

### Buurgemeentes
- Ennigerloh, 5 km ten N (noorden) van Neubeckum en 11 km ten N van Beckum
- Oelde, 5 km ten NO van Beckum
- Wadersloh, 16 km ten O van Beckum
- Lippetal: Lippborg, 12 km ten Z,  en Herzfeld, via een andere weg 13 km ten ZO van Beckum
- Ahlen, afhankelijk van de route, 11-13 km ten W van Beckum en 12 km ten W van Neubeckum.

### Wegverkeer
Afrit 20 van de Autobahn A2 ligt 3 km ten noorden van Beckum. 
De voormalige Bundesstraße 61, intussen in de Duitse categorie-indeling voor hoofdwegen tot Landesstraße 586/507 gedegradeerd,  loopt van Rheda-Wiedenbrück in westelijke richting door Beckum naar Hamm.
De Bundesstraße 475 loopt van Warendorf zuidwaarts langs Ennigerloh, Neubeckum en de bovengenoemde Autobahnafrit naar Beckum, en verder zuidelijk naar Lippborg, gem. Lippetal en Soest (Duitsland).
Een andere doorgaande weg loopt via Sendenhorst naar Münster, dat 41 km ten noordwesten van Beckum ligt.

### Openbaar vervoer
Het dichtstbij gelegen treinstation (5½ km noordwaarts) is vooralsnog dat van Neubeckum aan de spoorlijn van Hamm naar Rheda-Wiedenbrück en Bielefeld. Het in 1975 voor passagierstreinen gesloten station Beckum, aan de rand van Beckum zelf, ligt aan de zijlijn richting Bielefeld en richting Münster, via station Beckum-Neubeckum en Sendenhorst. Op deze lijnen rijden anno 2020 alleen goederentreinen en af en toe, 's zondags, een museumstoomtrein voor toeristische ritten. Er is een onderzoek gaande naar de mogelijkheid, om op deze trajecten vanaf op zijn vroegst 2026 weer passagierstreinen te laten rijden.
Dicht bij het station in Beckum-stad is rond 2016 een nieuw ZOB (busstation) aangelegd. Van hieruit rijdt o.a. een snelbus via station Beckum-Neubeckum naar de stad Münster v.v.. Daarnaast rijden hiervandaan talrijke streek- en schoolbussen, meestal echter alleen op werkdagen en in een, aan scholieren- en forensenvervoer aangepaste, lage frequentie.

## Economie

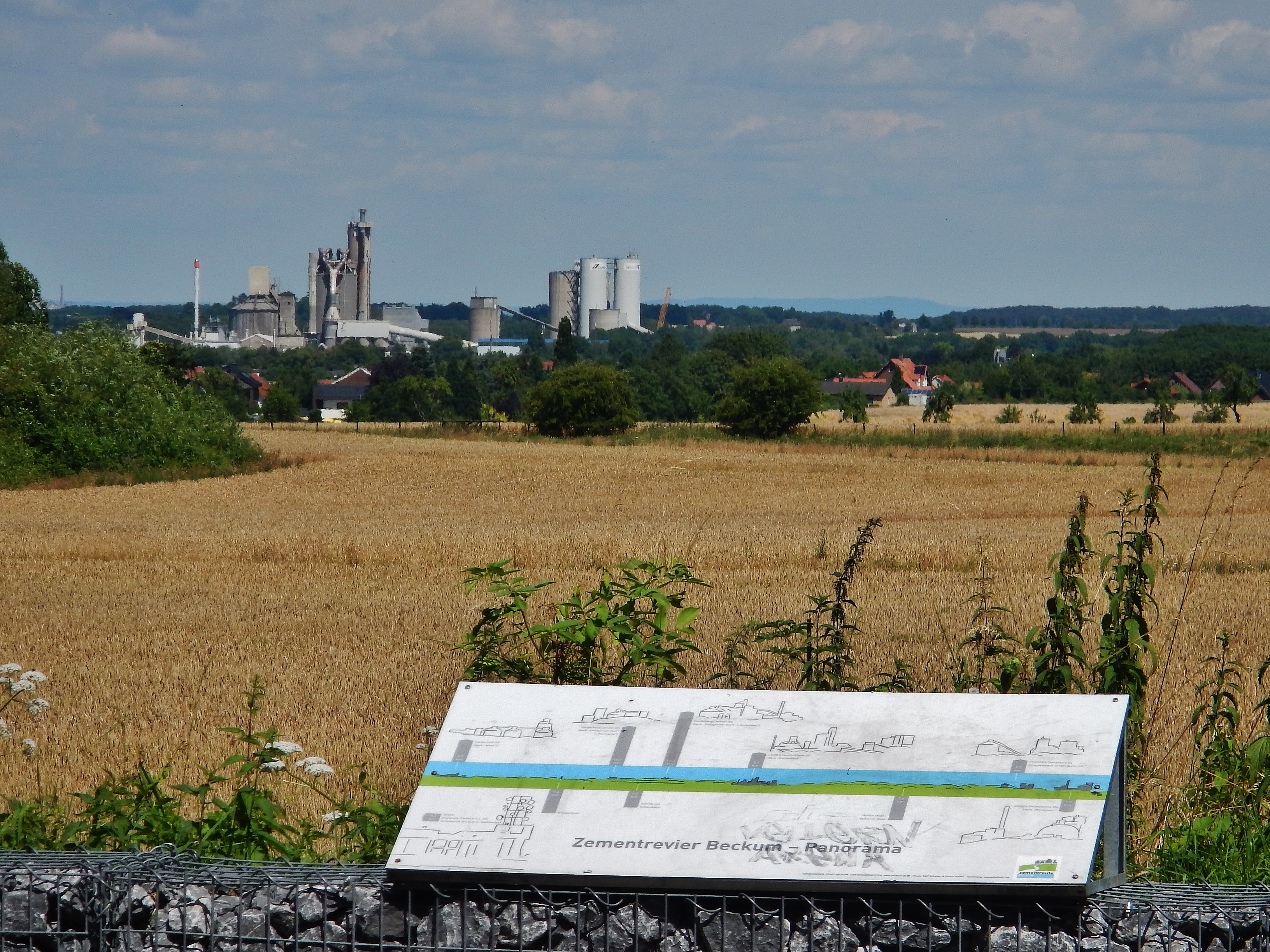
Cementindustrie in de omgeving van Beckum

Het stadsdeel Neubeckum ten noorden van Beckum bestaat vooral van de cementindustrie, die voor geheel Duitsland van belang is. Hiertoe behoort ook een van de vele vestigingen van het concern ThyssenKrupp. De streek is rijk aan kalksteen uit de geologische Krijtperiode, die in dagbouw wordt gewonnen en grondstof voor het cement is. Dit geldt ook voor de noordelijke buurgemeente Ennigerloh. De goederenspoorlijn Ennigerloh-Neubeckum dient voor het transport per goederentrein van dit materiaal. 
Het in 1935 opgerichte bedrijf Beumer Group, met hoofdkantoor en één fabriek te Beckum, produceert wereldwijd machines en installaties zoals lopende banden voor andere fabrieken en voor logistieke centra. Het concern heeft wereldwijd circa 4.500 werknemers. Een dochteronderneming van Beumer is gevestigd te Bree in België en maakt volautomatische transportsystemen voor bagage op vliegvelden.
Van meer dan regionaal belang zijn verder het hoofdkantoor en één fabriek van een bedrijf, dat computeronderdelen maakt, en drie bedrijven, die uiteenlopende sterke dranken produceren.
Beckum huisvest verder tal van regionaal van belang zijnde ondernemingen, die als midden- en kleinbedrijf kunnen worden beschouwd.
De gronden in de gemeente Beckum zijn vruchtbaar, en de akkerbouw is dan ook van wezenlijk economisch belang. In mindere mate geldt dit voor de vee- en pluimveeteelt.

## Geschiedenis

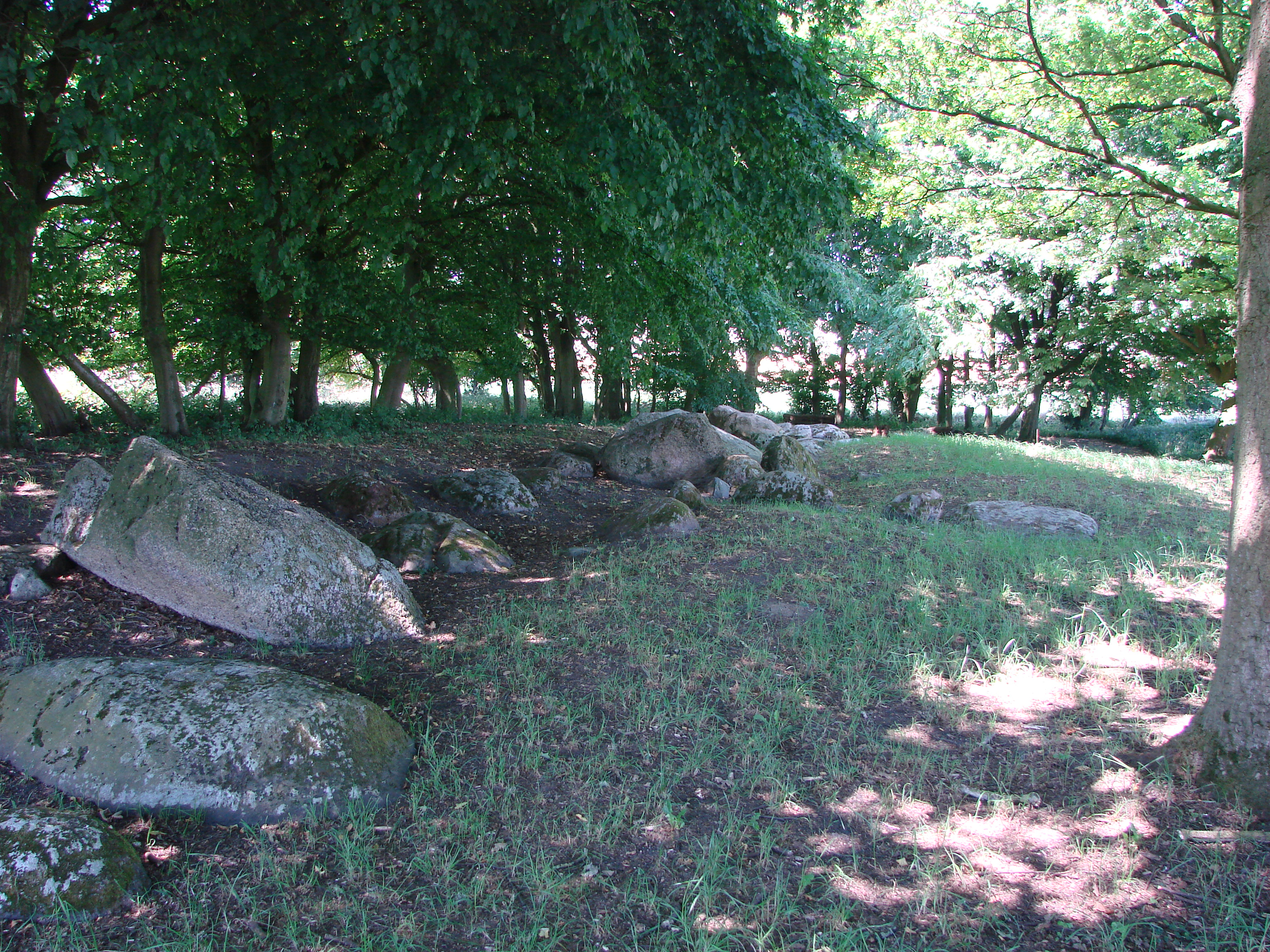
Galerijgraf Beckum-Dalmer
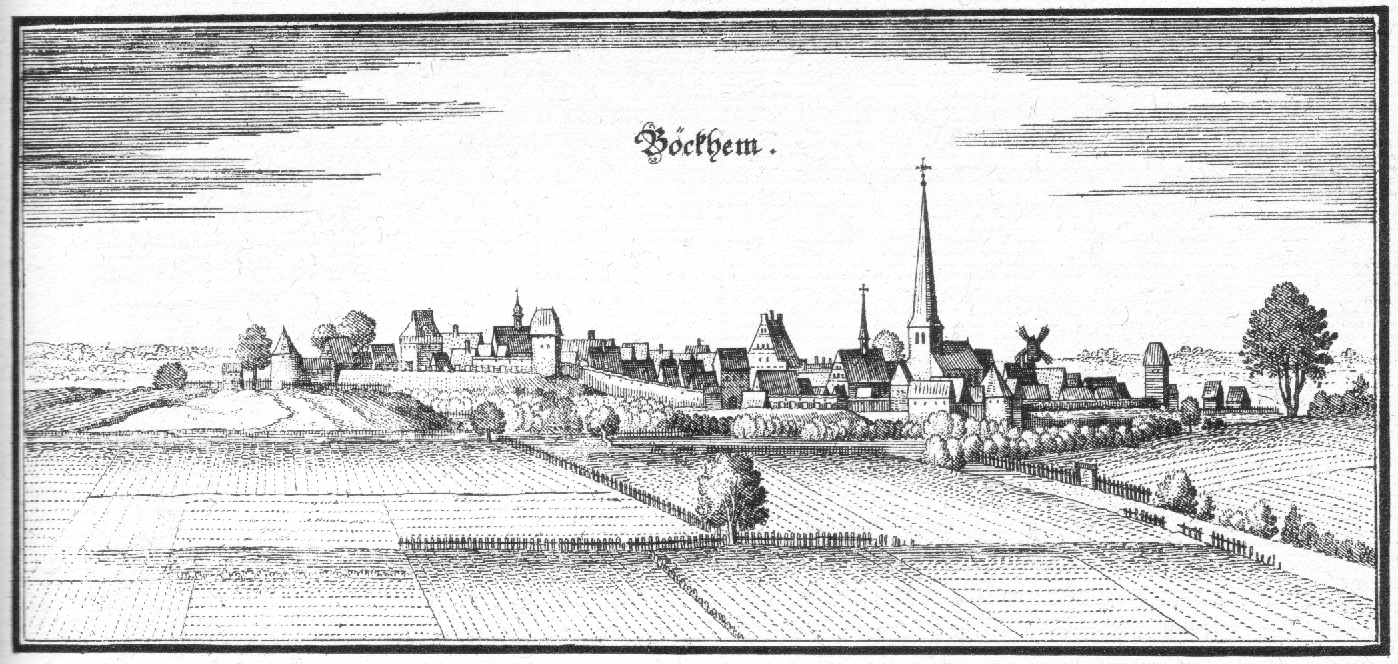
Beckum in 1647 (Merian-ets)

De locatie van het huidige Beckum was reeds in de prehistorie bewoond. Een Galeriegrab uit de Jonge Steentijd, mogelijkerwijze van dragers van de Trechterbekercultuur (3200-2500 v.C.), bevindt zich bij het gehucht Dalmer ten zuiden van de stad Beckum.
In de late oudheid en de vroege middeleeuwen werd het gebied eerst door Bructeren, later door wellicht zowel Franken als Saksen bewoond. De streek nabij de Lippe was enige tijd het grensgebied tussen deze beide groepen Germaanse volkeren. Ten zuidoosten van Beckum zijn twee vroegmiddeleeuwse begraafplaatsen van deze mensen gevonden. Er zijn sporen aangetroffen van het begraven van mogelijk geofferde paarden. Het belangrijkste hier aanwezige graf was in de 6e eeuw de laatste rustplaats geworden van een Germaanse vorst, of ten minste een adellijke, hooggeplaatste krijger. Archeologen hebben er talrijke, vaak kostbare grafgiften aangetroffen, waaronder sieraden, een sax en een spatha (soort zwaard). De hier gedane vondsten zijn opgenomen in de collectie van het  LWL- Museum für Archäologie te Herne. Rond 785 werd daar, waar de huidige Sint-Stefanuskerk staat, het eerste christelijke kerkje gebouwd. Daar ontstond in de 12e eeuw een sticht, dat onder de kerkelijke heerschappij van de bisschoppen van Münster viel.
Documenten uit respectievelijk 1134 (parrochia Bikeheim)  en 1224 maken reeds van Beckum gewag; in de laatstgenoemde akte wordt de plaats als stad vermeld. Niet alleen de stad Beckum was in de middeleeuwen ommuurd. De stad bezat uitgestrekte, vruchtbare  landerijen in de omgeving, de Feldmark. Ook deze waren deels door middel van een muur, deels door middel van een landweer beschermd tegen vijanden. Tot deze verdedigingswerken behoorden ook liefst 22 uitkijktorens. Alleen de toren Soestwarte op de Höxberg, vanwaar men de vlakte helemaal tot aan de stad Soest kon overzien, is daarvan overgebleven. Beckum, gelegen op de kruising van twee oude handelswegen, kreeg in de middeleeuwen toenemend belang als handelsstad, en trad in of voor 1433 toe tot de Hanze.
In de Spaanse winter van 1598/99 werd Beckum grotendeels verwoest door Spaanse soldaten. Dit leidde twee eeuwen van rampspoed in. In de 17e eeuw had de stad veel te lijden in de Dertigjarige Oorlog (1618-1648), en ook daarna werd Beckum verscheidene malen getroffen door oorlogsgeweld, epidemieën van de pest en andere ziektes, branden, veeziektes enz.
Pas in de loop van de 19e eeuw kwam er, met de aansluiting op het spoorwegnet in 1847, en de eerste zandsteengroeven en cementfabriek (1872) een einde aan een lange periode van armoede. Evenals in o.a. Ahlen werd er in de periode van ca.  1880 tot 1900 het toen waardevolle strontianiet, een hulpstof in de suikerindustrie, gedolven. Rond 1900 viel de vraag naar dit mineraal weg door verbeterde productiemethodes van suiker, en werden de, meestal kleinschalige, strontianietgroeven gesloten.
In de nazi-periode werden ook te Beckum alle joden het slachtoffer van de , met de Kristallnacht in november 1938 begonnen en met de deportatie van de laatste jood naar de vernietigingskampen eindigende jodenvervolging. Beckum bleef tijdens de Tweede Wereldoorlog voor grote verwoestingen gespaard.
In 1969 en 1975 vonden gemeentelijke herindelingen plaats, waarbij respectievelijk Vellern en Neubeckum ophielden, zelfstandige gemeentes te zijn en bij de gemeente Beckum gevoegd werden.
In 2012 werd een uit 1938 daterend viaduct in de A2 vervangen, dat één der oudste bouwwerken van voorgespannen beton in Duitsland is en daarom een bouwtechnisch monument.  Het verwijderde viaduct kreeg een nieuwe functie als uitzichtplatform op een iets westelijker gelegen Raststätte aan de A2.

## Bezienswaardigheden, natuurschoon
- De Sint-Stefanuskerk, een kapittelkerk in de oude binnenstad, wordt cultuurhistorisch als verreweg het belangrijkste monumentale gebouw van Beckum, en volgens sommigen zelfs als één der belangrijkste kerken van geheel Westfalen beschouwd. Van 1267 tot 1811 was het ook een stiftskerk, ondersteund door een aantal door rijke families gestichte vicaries. Een belangrijk religieus voorwerp in de kerk is een van omstreeks 1220 daterend gouden reliekschrijn, oorspronkelijk voor een reliek van de heilige Stefanus bedoeld, maar waarin in 1886 de toenmalige bisschop van Münster, Johann Bernhard Brinkmann, een door hem van het Vaticaan verworven reliek van de (buiten Italië nagenoeg onbekende) heilige martelares Prudentia[4] onderbracht. Talrijke geestelijken, onder wie verscheidene (aarts-)bisschoppen, waren in het begin van hun kerkelijke loopbaan als kapelaan aan deze kerk verbonden.
- Het Oude Stadhuis in het centrum is ten dele 15e- of 16e-eeuws, maar werd in 1879 sterk uitgebreid en in 1937 ingrijpend verbouwd. Boven de middelste poort in de arcade zijn kopieën van beelden van de heiligen Stefanus en Sebastiaan aangebracht. De originele beelden, die omstreeks 1500 gemaakt werden, bevinden zich binnen in het gebouw. Sedert 1986 huisvest het Oude Stadhuis het plaatselijke streekmuseum.
- De 23 meter hoge toren Soestwarte op de 163 meter hoge Höxberg, ongeveer 3 km ten zuidoosten van het centrum van Beckum, was in de middeleeuwen een ruim 11 meter hoge wachttoren. In de 19e eeuw was het sterk in verval geraakte gebouw weer nodig voor landmeetkundige waarnemingen. Men heeft de toren toen niet alleen opgeknapt, maar hem in 1889 ook twee keer zo hoog gemaakt, zodat ook toeristen er van het fraaie uitzicht konden genieten. In 1958 heeft een plaatselijke kunstschilder er drie van de zogenaamde Beckumer Anschläge (zie hieronder: Anekdotes) op uitgebeeld.
- Op dezelfde heuveltop staat een schilderachtige, oude windmolen.
- Het 111 ha grote bosreservaat Vellerner Brook in stadsdeel Vellern is ecologisch waardevol. Het is een van de weinige gebieden, waar een door de plant lievevrouwebedstro (Duits: Waldmeister) gekenmerkt loofbostype voorkomt. Natuurlijke zeldzaamheden, die hier voorkomen zijn de vogel rode wouw en de plant purperorchis.
- Enige uitgeputte, verlaten steengroeven zijn in de loop der jaren met water volgelopen en hebben zich tot kleine natuurgebieden ontwikkeld, o.a. natuurreservaat Steinbruch Vellern (14 ha oppervlakte).
- Verspreid in de stad staan nog enige 18e- en 19e-eeuwse vakwerkhuizen. In Beckum staan ook verscheidene voorname huizen uit de Gründerzeit (1871-1914).
- De stad heeft een uitbundige carnavalstraditie. Binnen geheel Noordrijn-Westfalen heeft de stad faam met de Rosenmontags-optocht, die tot en met 2019 tot wel 60.000 bezoekers van buiten de stad  per jaar trok.

## Belangrijke personen in relatie tot de gemeente

### Geboren
- Uri Avnery (1923-2018), Israëlisch vredesactivist (geboren als Helmut Ostermann)
- Udo Horsmann (* 30 maart 1952 in Beckum), ex-profvoetballer (linker vleugelverdediger), speelde o.a. van 1975-1983 bij FC Bayern München en daarna een jaar bij Stade Rennes, werd na zijn voetballoopbaan ontwerper van designmeubelen
- Rolf Aldag (1968), wielrenner
- Markus Bollmann (Beckum, 6 januari 1981), voetballer (verdediger)

### Overigen
- Graaf Wilhelm Emmanuel von Ketteler (1811-1877), van 1844-1846 kapelaan te Beckum, later aartsbisschop van Mainz en een in katholieke kringen tot op de huidige dag geliefd, maar ook omstreden politicus.
- Johann(es) Bernhard Brinkmann (Everswinkel, 4 februari 1813 - Münster 13 april 1889), van 1844-1846 kapelaan te Beckum, later bisschop van Münster en belangrijk rooms-katholiek theoloog. Hij zorgde ervoor, dat het gouden reliekschrijn in de St.-Stefanuskerk in 1886 van een reliek werd voorzien.

## Partnergemeenten
- Heringsdorf, Mecklenburg-Voor-Pommeren, Duitsland
- La Celle-Saint-Cloud, Frankrijk
- Grodków (voor 1945: Grottkau), Silezië, Polen

## Anekdotes rond de plaats Beckum
Beckum is een van de ten minste tien Duitse stadjes, waarover zgn. Schildbürger-anekdotes worden verteld over de vermeend domme inwoners van Beckum (vergelijk: Kamper uien).
Drie van deze verhalen worden ook, met enige zelfspot, door de Beckumers zelf verteld. Ze zijn afgebeeld (zie hieronder) op (van teksten in het plaatselijke dialect voorziene) noodgeldbiljetten uit het jaar 1920, en ook binnen in de uitzichttoren Soestwarte bij de stad. 

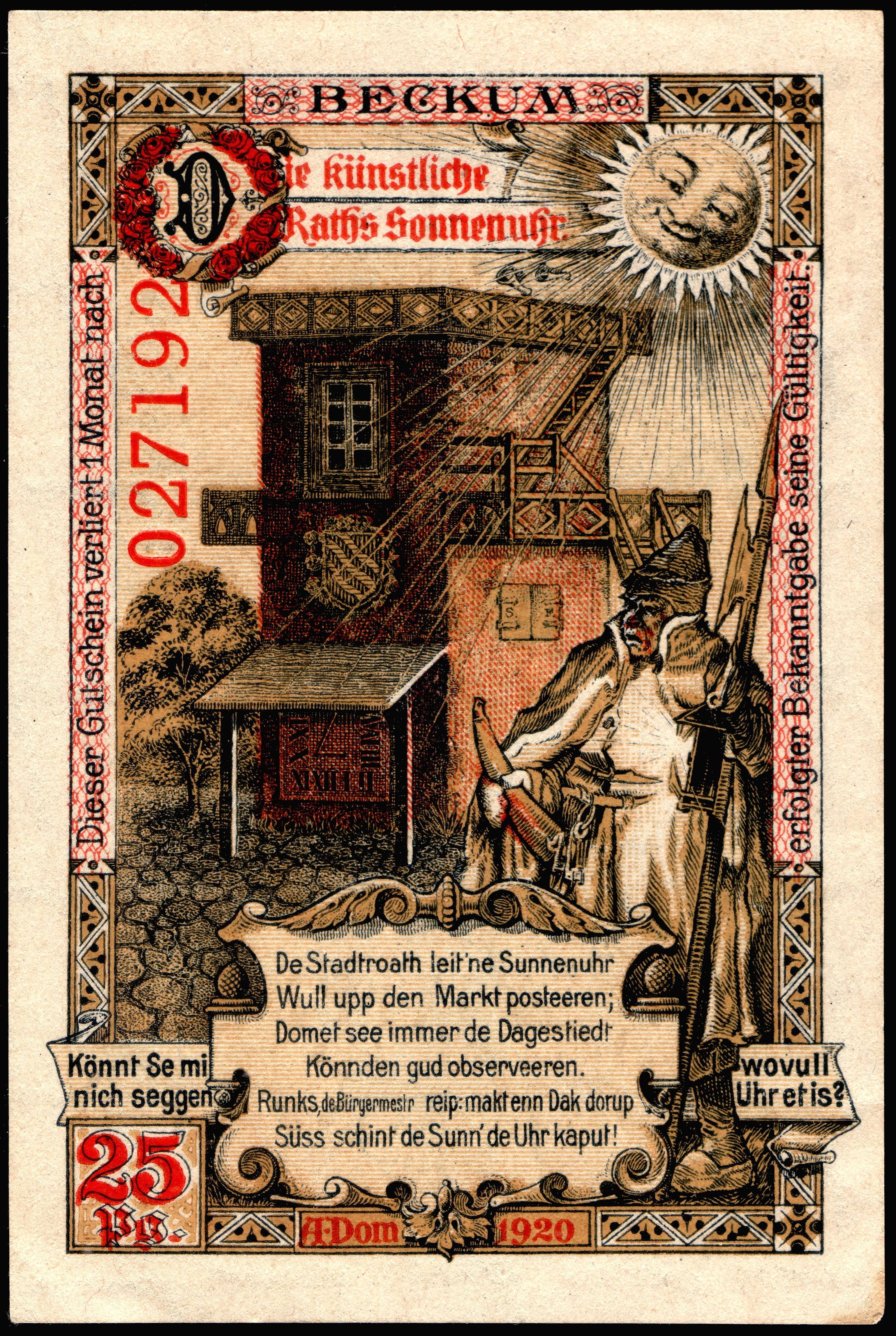
Over een zonnewijzer heen wordt een dak gebouwd (25 Pfennig)
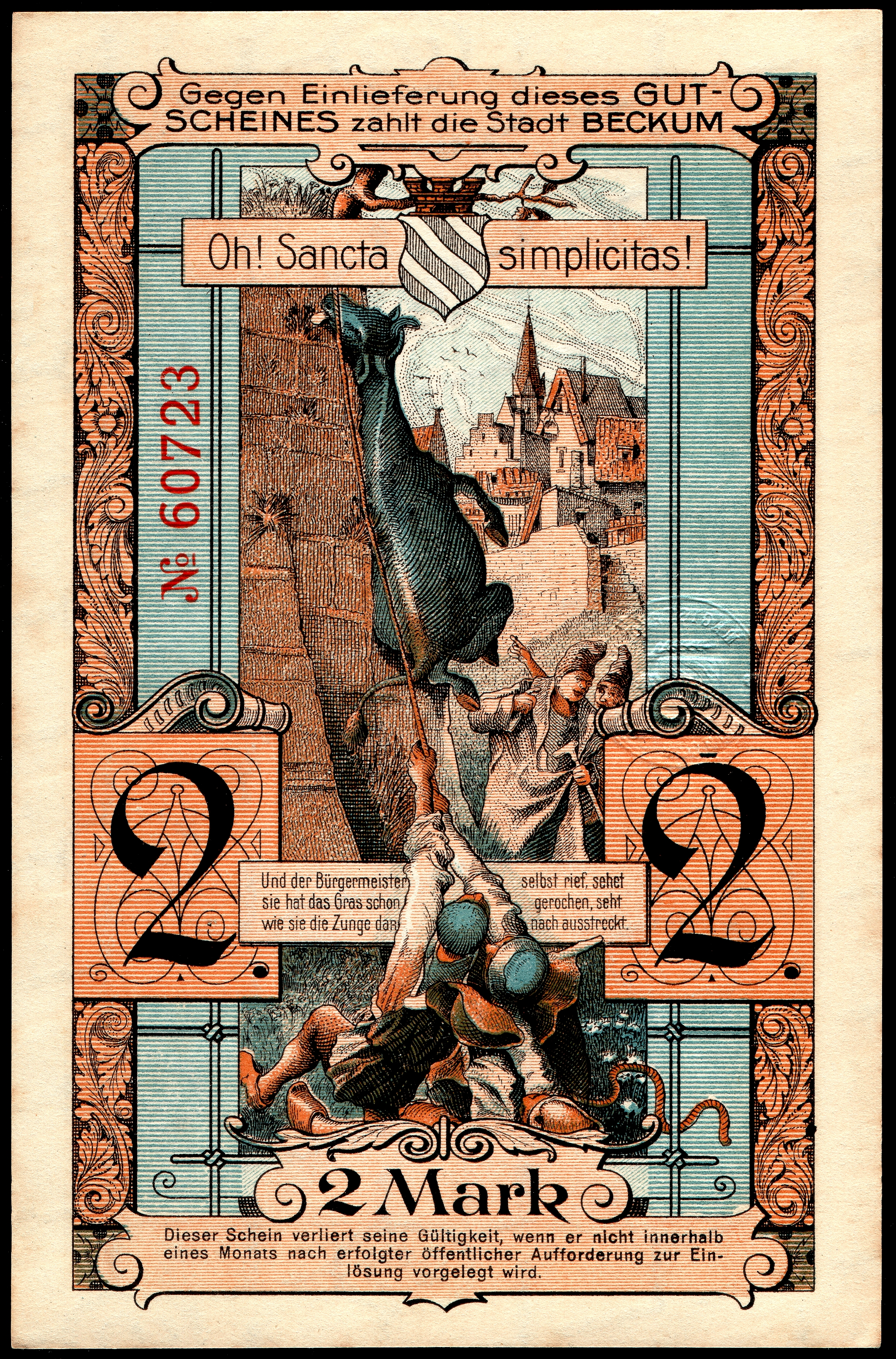
Een koe wordt opgetakeld, om het gras op een muur te eten (2 Reichsmark)
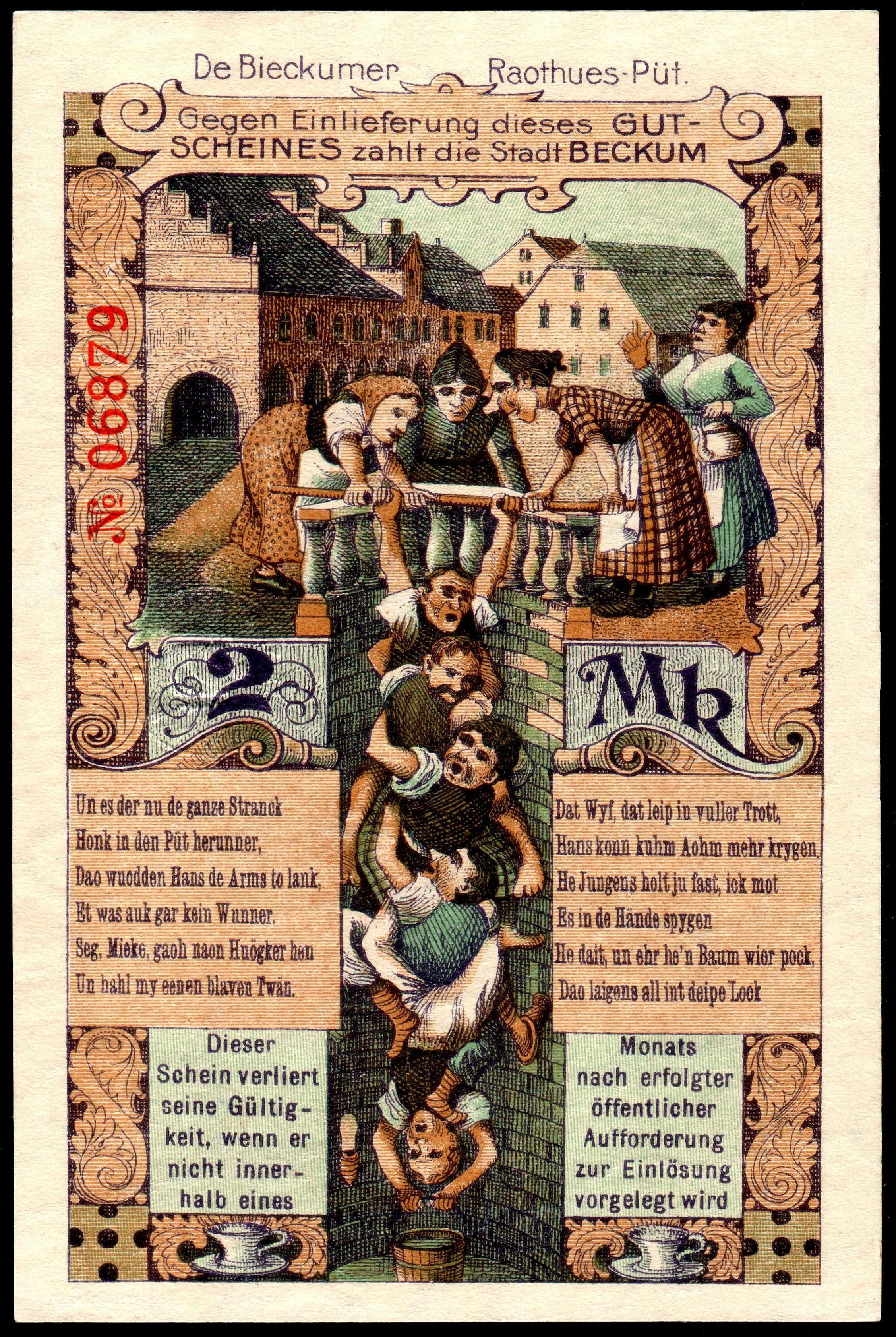
De „Beckumer Pütt“ wordt gereinigd (2 Reichsmark)

Volgens een van die verhalen wilde men een toren voorzien van een zonnewijzer. Toen het instrument klaar was, besloot men er een dak overheen te bouwen. Anders zou de zonnewijzer door de invloed van zon, weer en wind beschadigd kunnen raken...
Volgens een ander verhaal, waarvan een variant ook in Kampen verteld wordt, werd een koe op de met gras begroeide stadsmuur gehesen, zodat het beest zich daaraan tegoed kon doen. Toen de koe op hoogte getakeld was, maar door de touwen om haar nek al gewurgd was en, met de tong uit de bek,  de verstikkingsdood aan het sterven was, zeiden de mensen: "Kijk haar tong uit de bek, ze begint al van dat lekkere gras te smullen"...
Volgens een derde verhaal wilde men de grote put in de stad van binnen schoonmaken. Men deed dat, door een ketting van mensen te vormen, die elkaar aan handen en voeten vast moesten houden; de onderste in de ketting deed het schoonmaakwerk. Maar de bovenste man in de ketting, die zeer sterk was, kreeg toch last van kramp en riep naar beneden: "Houd je even vast, ik wil even in de handen spuwen, dan kan ik het daarna weer een tijd lang volhouden!". Hij liet de anderen los, die toen uiteraard allen naar beneden vielen...

## Galerij

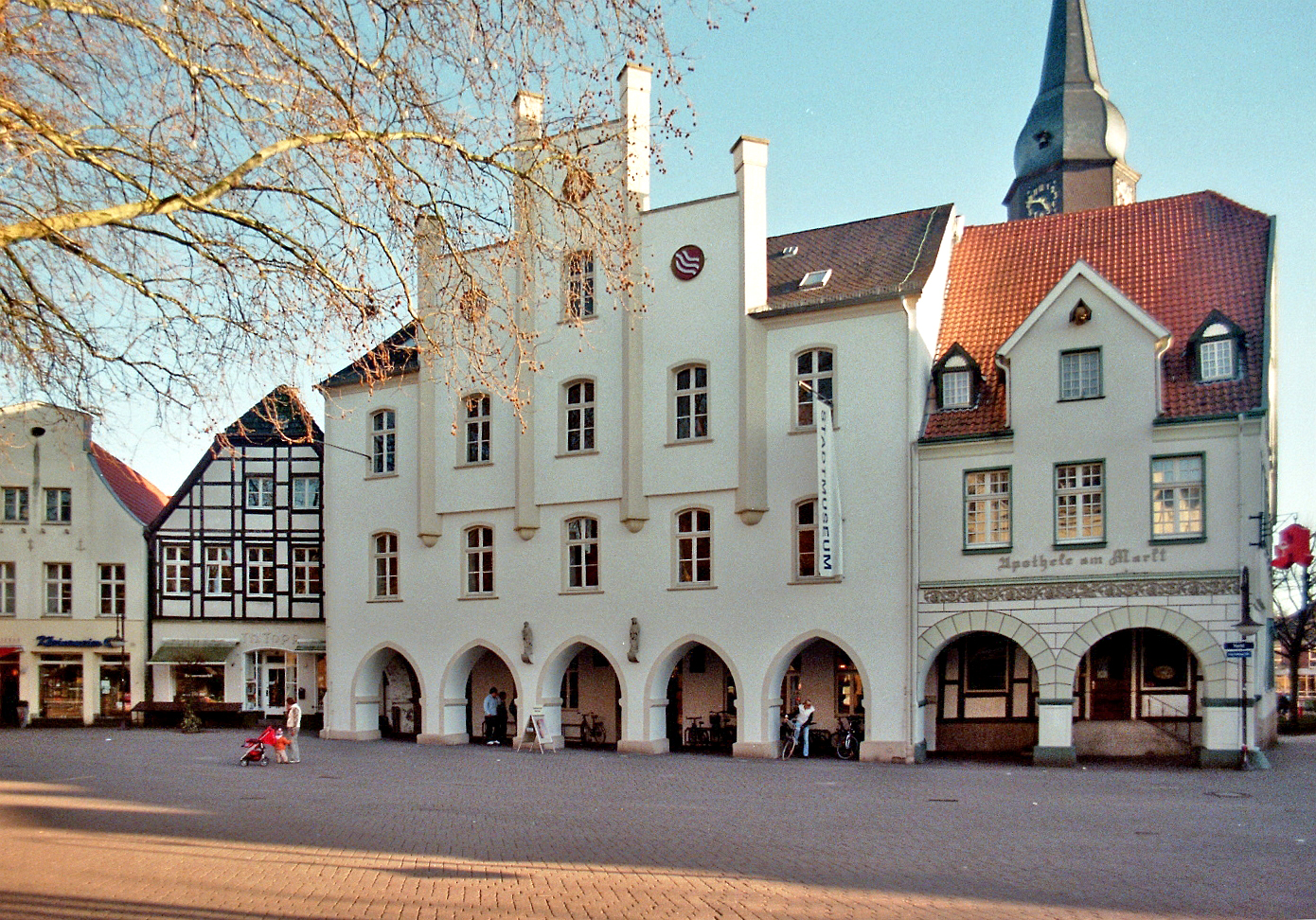
Voormalig stadhuis (museum)
Marktplein
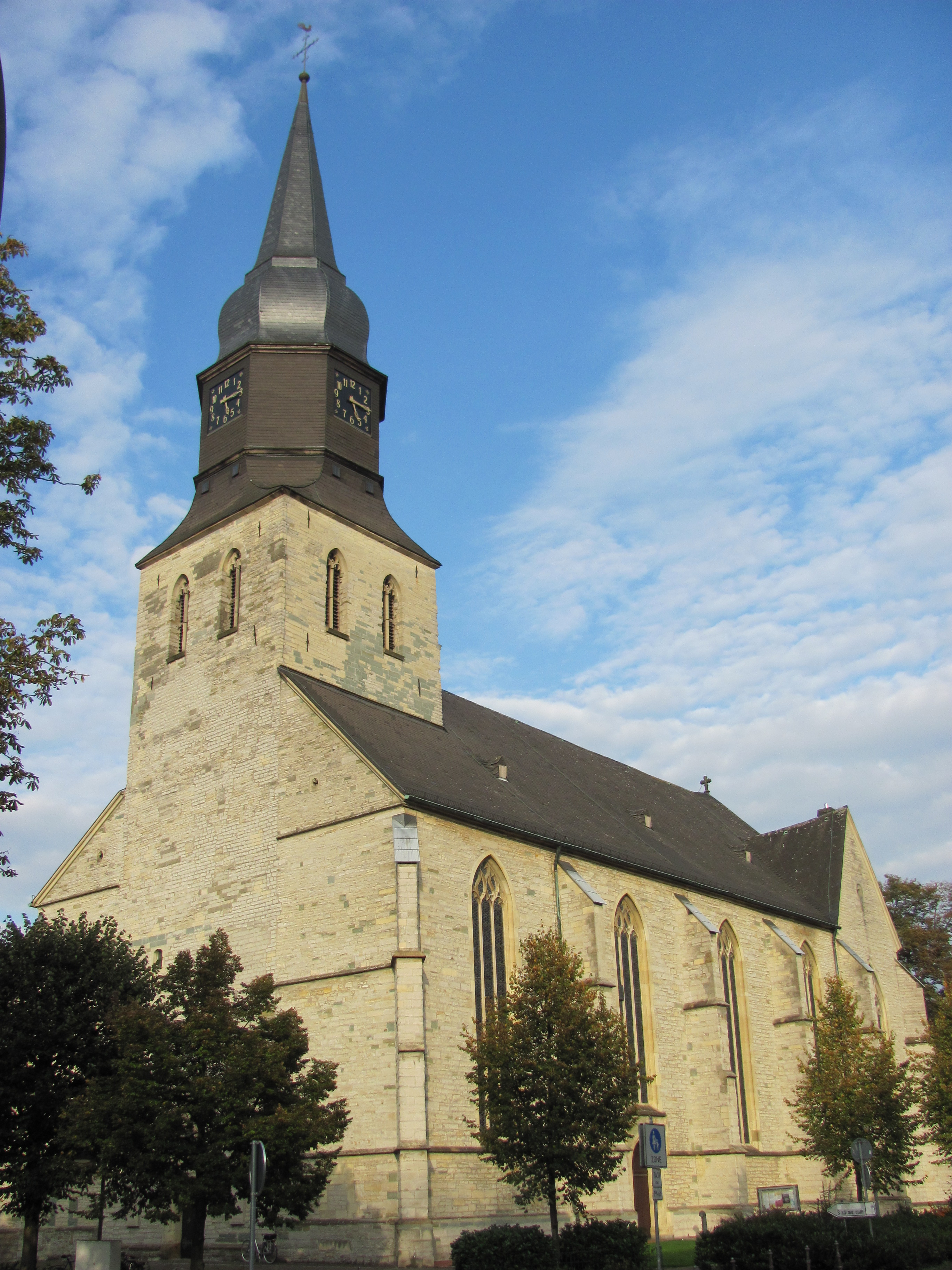
Sint-Stefanuskerk
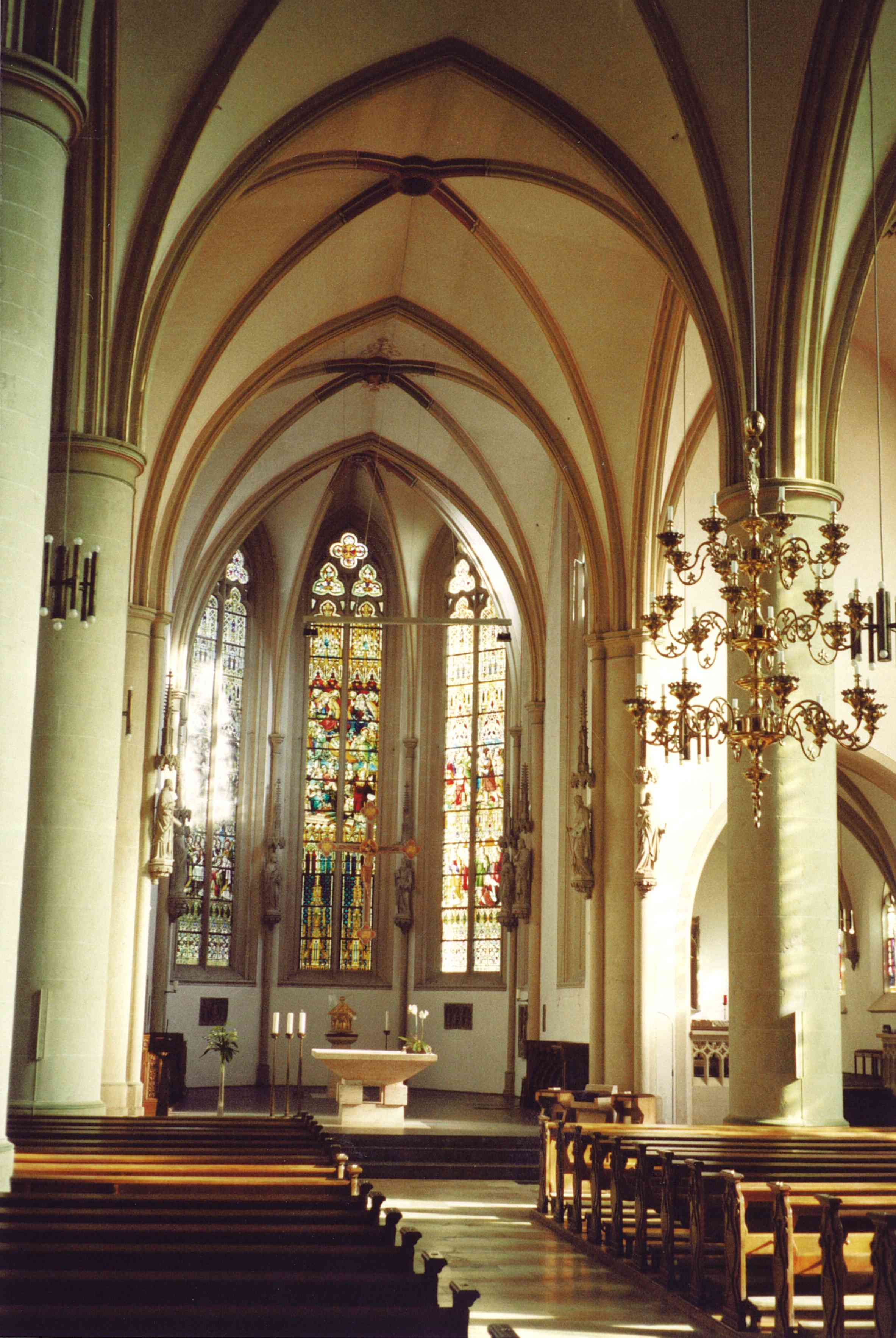
Interieur van deze kerk
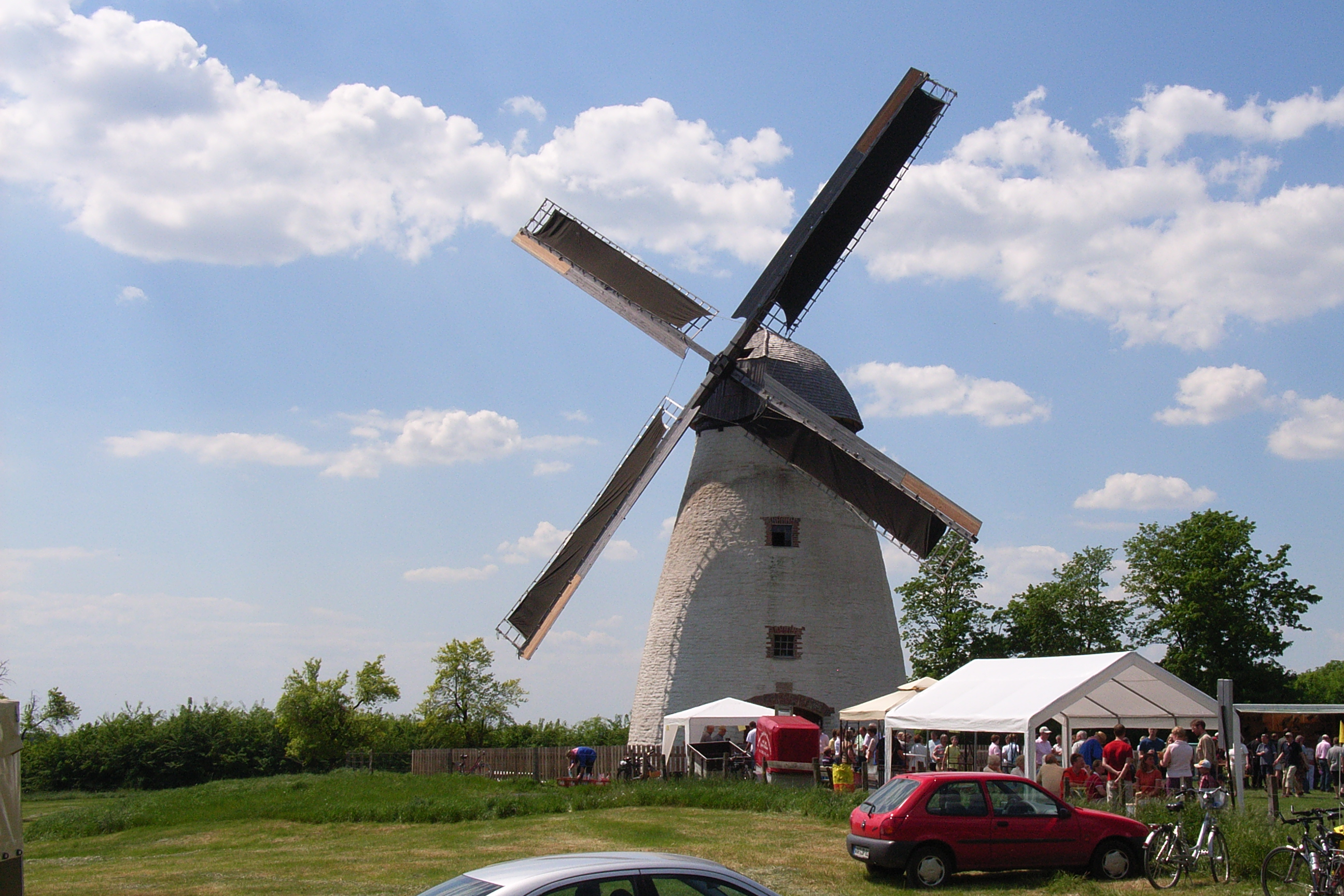
Windmolen op de Höxberg
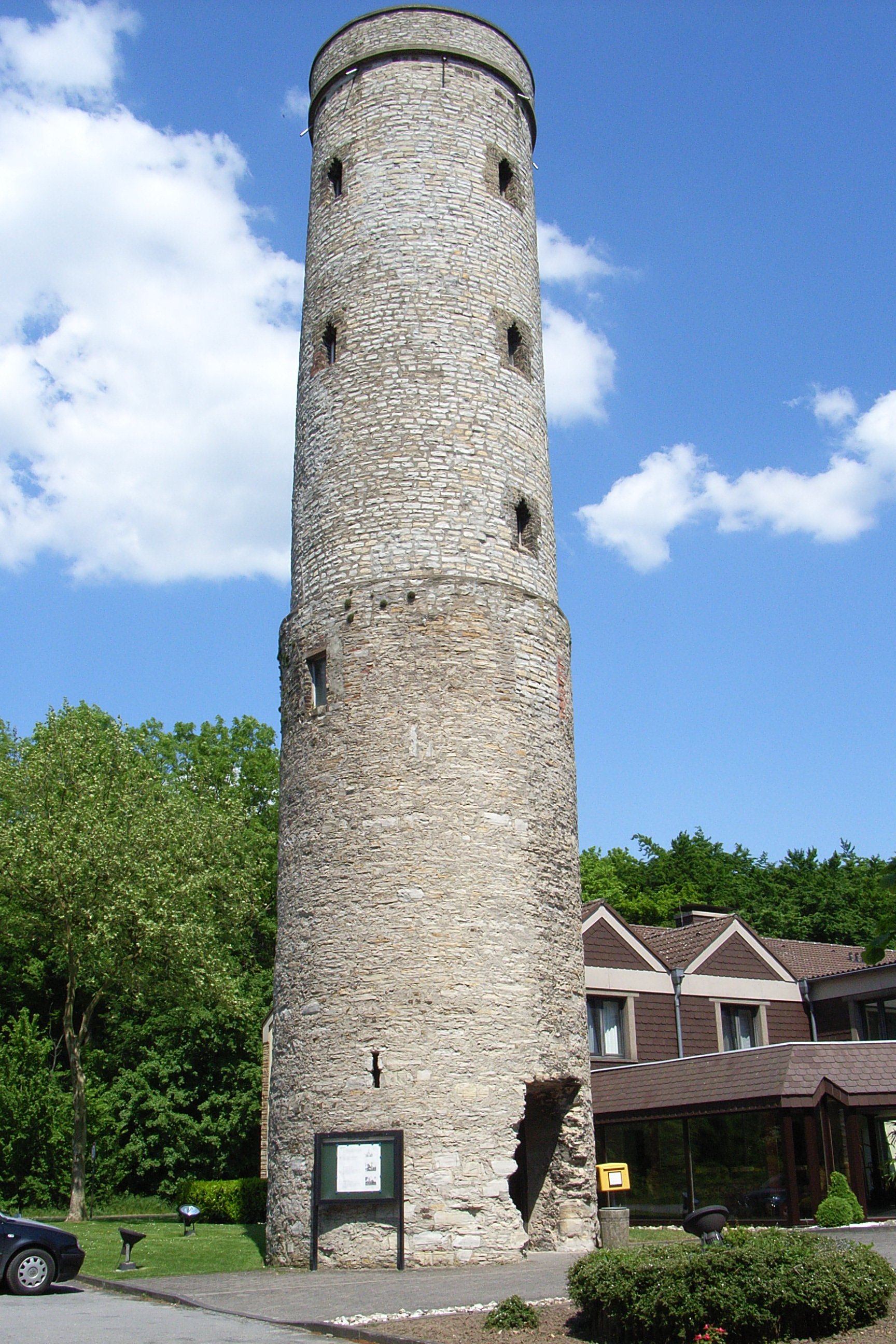
Soestwarte op de Höxberg
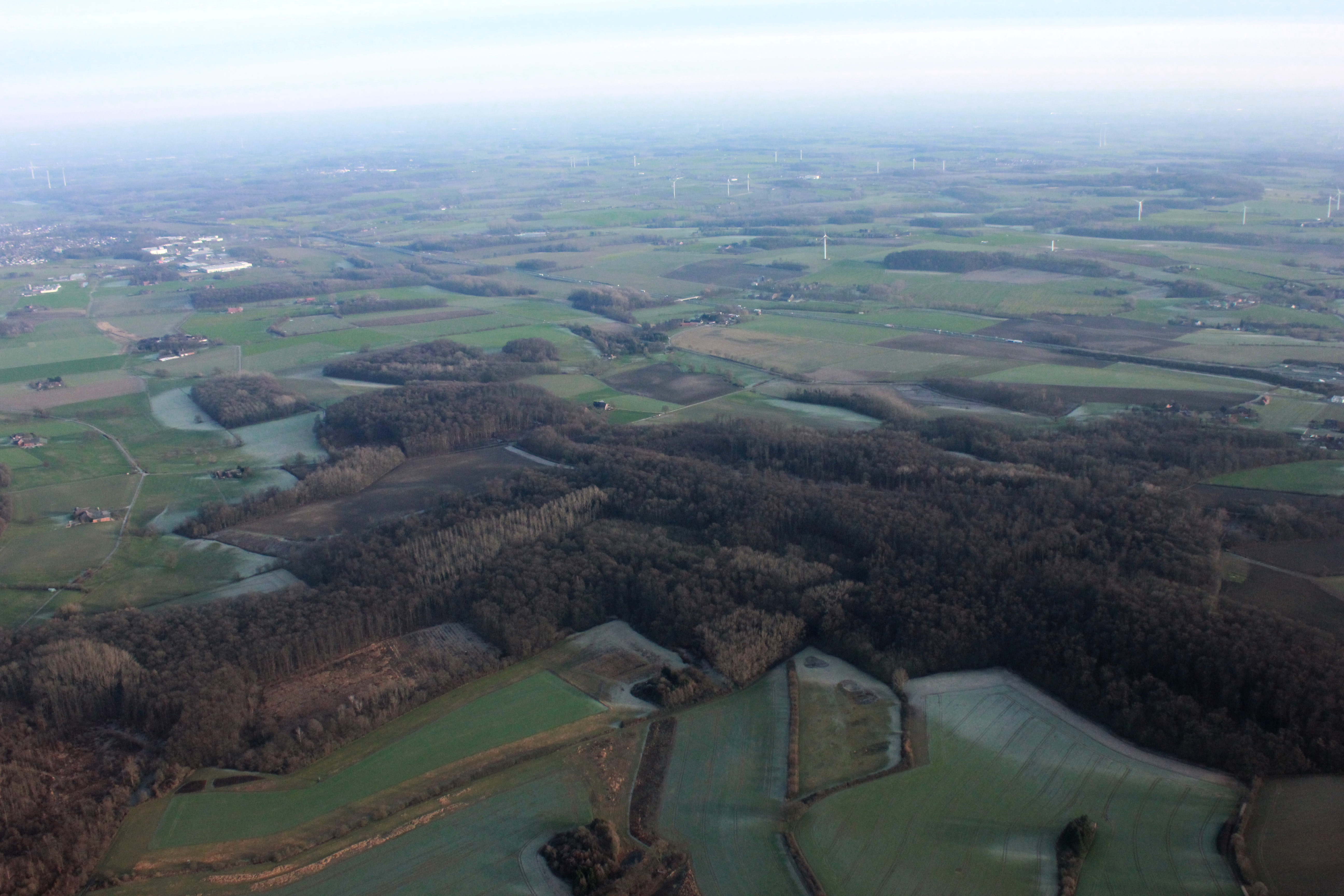
Bosreservaat Vellerner Brook
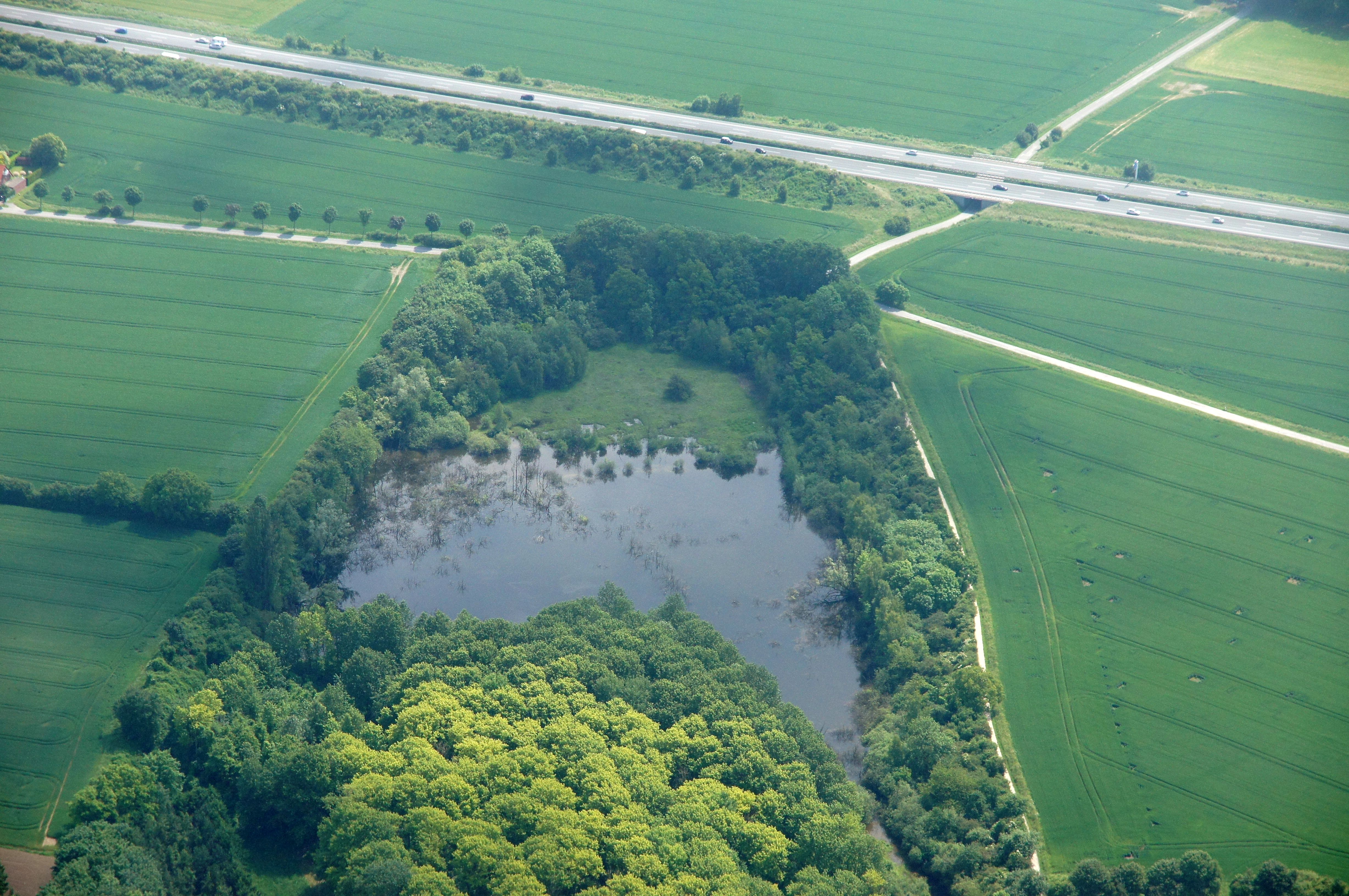
Steinbruch Vellern
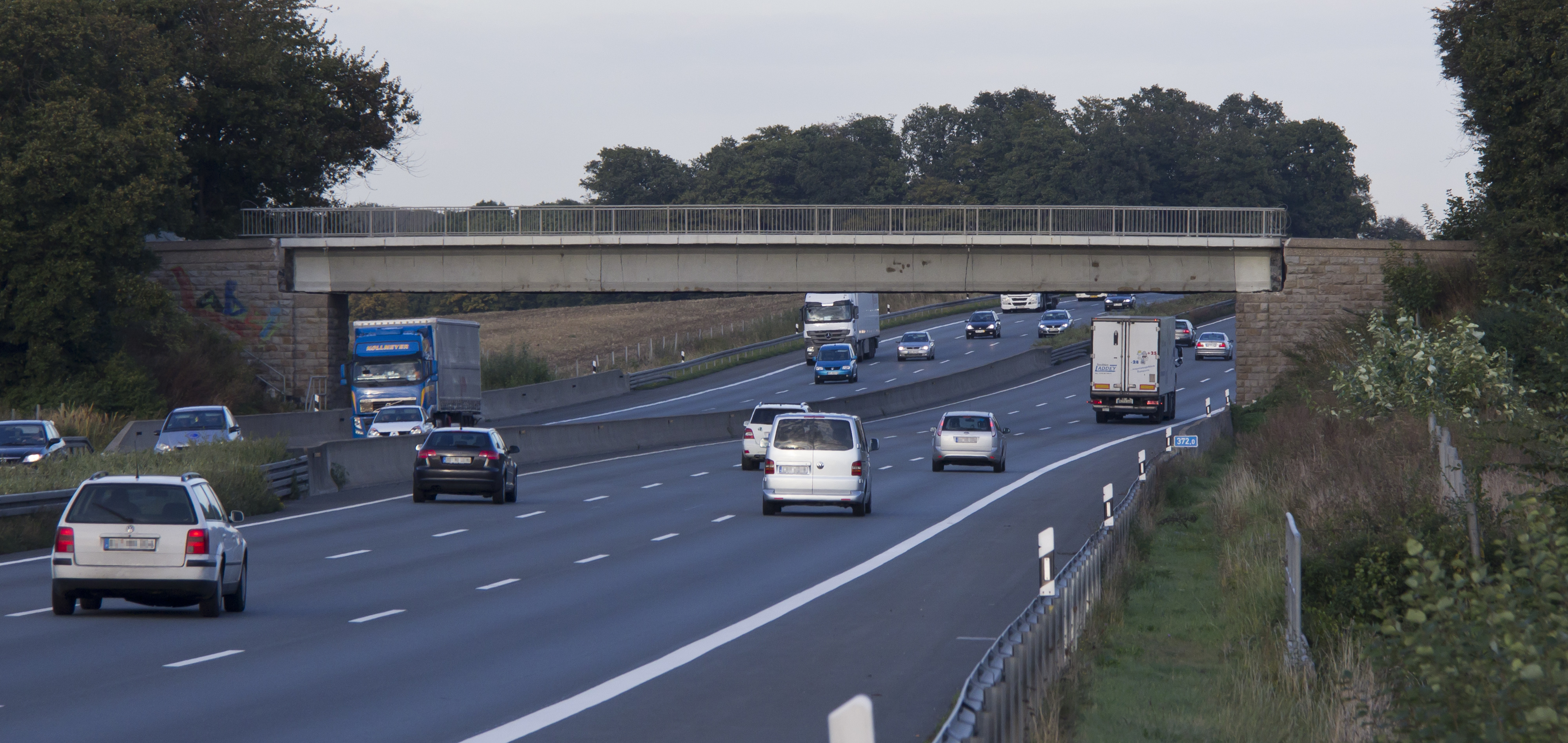
Viaduct uit 1938 in de A2 van voorgespannen beton Hesseler voor de verwijdering in 2012
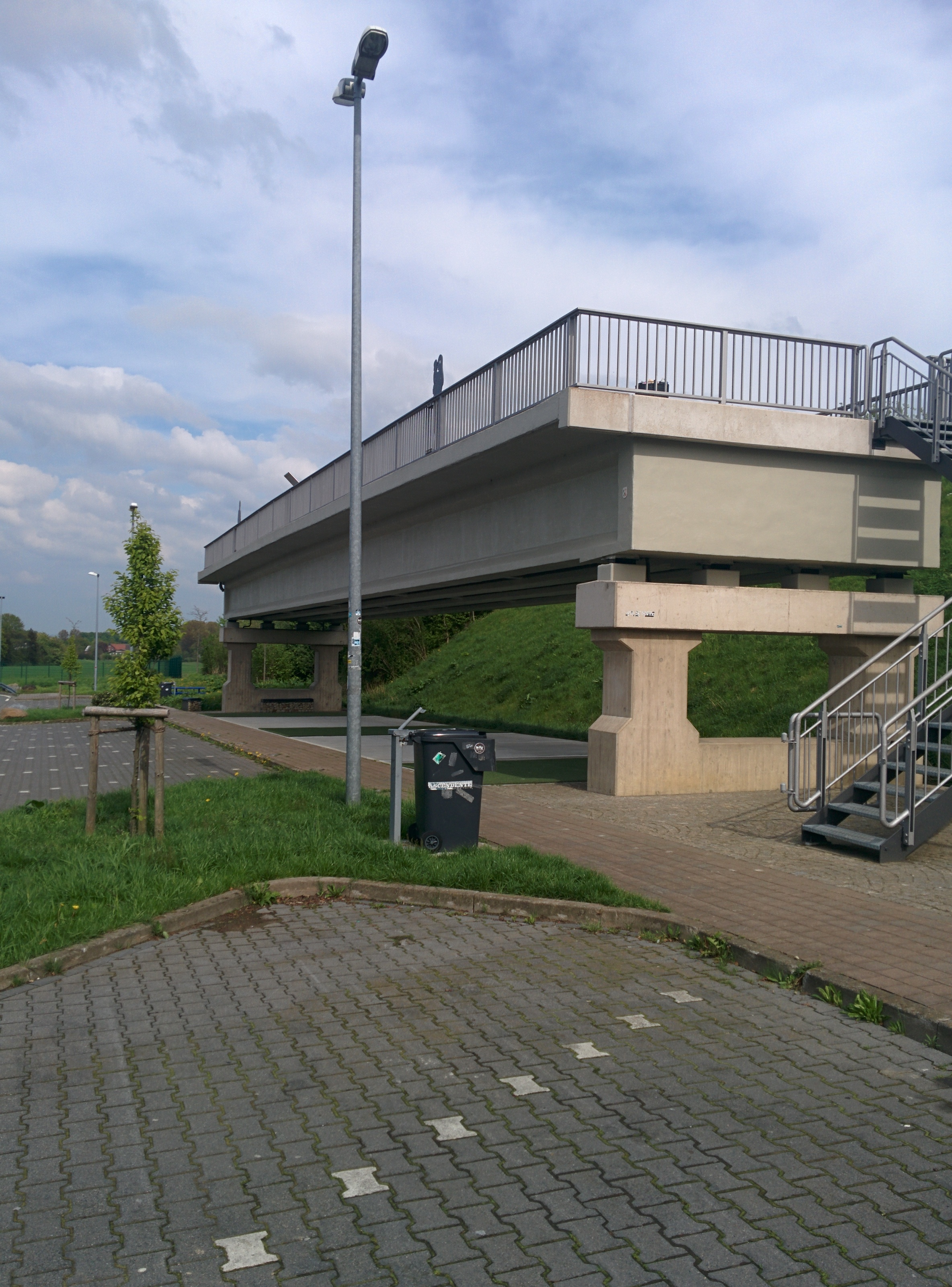
Het zelfde viaduct (bouwkundig monument) na de verplaatsing naar de Raststätte Vellern aan de A2

Andere hanzen: Vlaamse Hanze van Londen · Hanze der XVII steden
Ahlen · Beckum · Beelen · Drensteinfurt · Ennigerloh · Everswinkel · Oelde · Ostbevern · Sassenberg · Sendenhorst · Telgte · Wadersloh · Warendorf